# Ruopsokjekna
Ruopsokjekna (lulesamiska Ruopsokjiegŋa) är en glaciär i Sareks nationalpark i Jokkmokks kommun i Norrbottens län. Glaciären är belägen på ungefär 1150–1750 meters höjd i en dalgång mellan Ähpartjåkkås norra kam och Ruopsoktjåkkå. Vattnet från glaciären rinner ner i Liehtjitjávrre norr om Ähpar. Glaciären är också den största i Ähparmassivet.